# Evric Gray
Evric Lee Gray (Bloomington, 13 dicembre 1969) è un ex cestista statunitense, professionista nella NBA, in Europa e in Sudamerica.

## Palmarès
- Campione USBL (1999)
- Coppa di Grecia: 1

Olympiakos: 1996-1997
- Coppa di Croazia: 1

Cibona Zagabria: 1999